# Salem Lakes
Salem Lakes est un village du comté de Kenosha, dans l'État du Wisconsin, aux États-Unis. En 2020, il comptait une population de 14 601 habitants.